# Kurenai no Kisetsu
Singles de V-u-den
Hitorijime
(2005) Issai Gassai Anata ni Ageru
(2006)
 Kurenai no Kisetsu  (クレナイの季節) est le 5e single du groupe de J-pop V-u-den.

## Présentation
Le single, écrit et produit par Tsunku, sort le 5 octobre 2005 au Japon sous le label Piccolo Town, deux mois seulement après le précédent single du groupe, Hitorijime. Il atteint la 14e place du classement de l'Oricon. Il se vend à 9 847 exemplaires la première semaine et reste classé pendant trois semaines, pour un total de 14 192 exemplaires vendus durant cette période. Il sort également au format "Single V" (DVD contenant le clip vidéo) une semaine plus tard, le 13 octobre 2005.
La chanson-titre figurera sur le premier album du groupe, Suite Room Number 1 qui sort trois semaines plus tard, ainsi que sur sa compilation V-u-den Single Best 9 Vol.1 Omaketsuki de 2007. Le clip figurera sur les DVD V-u-den Single V Clips 1 de 2006 et V-u-den Single V Clips 2 ~Arigatō V-u-den Debut Kara no Daizenshū~ de 2008.

## Liste des titres
Toutes les chansons sont écrites et composées par Tsunku.
| 1. | Kurenai no Kisetsu (クレナイの季節)                   | Jun Abe         | 4:28 |
| 2. | Naishin Kyākyā da wa! (内心キャーキャーだわ!)         | Shunsuke Suzuki | 3:56 |
| 3. | Kurenai no Kisetsu (Instrumental) (クレナイの季節...) | Jun Abe         | 4:27 |

| 1. | Kurenai no Kisetsu (クレナイの季節)                      |  |
| 2. | Kurenai no Kisetsu (Dance Shot Ver.) (クレナイの季節...) |  |
| 3. | Making Eizo (メイキング映像)                             |  |

## Interprétations à la télévision
- Hello! Morning (2 octobre 2005)
- Ongaku Senshi Music Fighter (14 octobre 2005)
- Professional Baseball All Star Sports Festival (8 janvier 2006)